# N-Gage 2.0

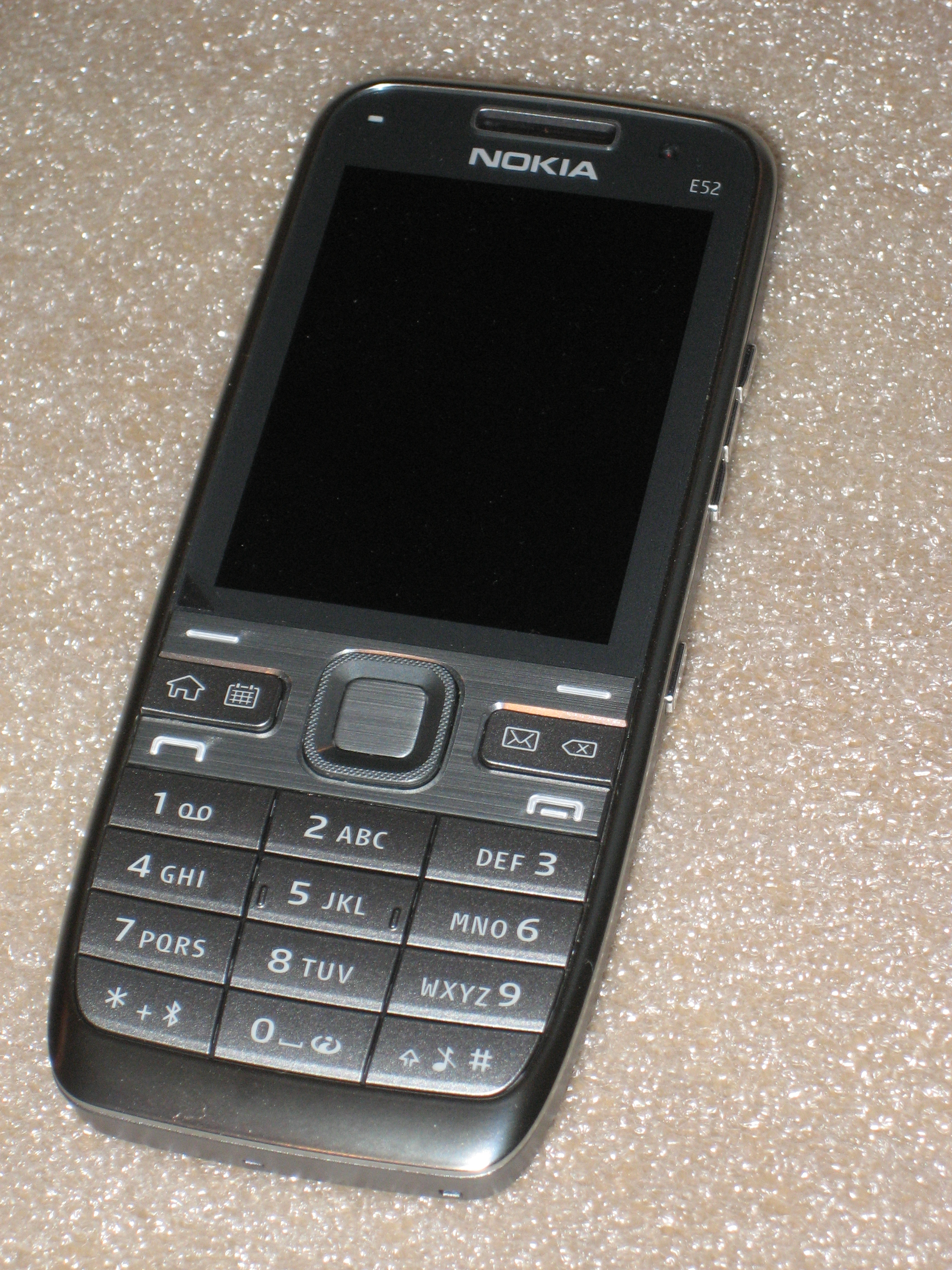
Nokia E52, um dos celulares compatíveis com a plataforma.

O N-Gage 2.0 é uma plataforma de jogos para celulares da Nokia, disponível para vários smartphones com SymbianOS da Nokia. Ao invés dos jogos serem distribuídos via hardware (através de cartuchos), eles são distribuídos via download de software.

## Modelos que possuem a plataforma N-Gage
- Nokia N73
- Nokia N78
- Nokia N79
- Nokia N81
- Nokia N82
- Nokia N85
- Nokia N95
- Nokia N96
- Nokia N97
- Nokia 5320
- Nokia 6210
- Nokia N86 8mp
- Nokia E55
- Nokia E52
- Nokia E75
- Nokia N95 8GB
- Nokia N81 8GB
- Nokia 6720 Classic
- Nokia 5630
- Nokia 5730
- Nokia 6120 Classic (não oficialmente)
- Nokia 6710 Navigator
- Nokia N85